# Predsednik Romunije
Predsednik Romunije (romunsko Președintele României) je državni vodja Romunije, ki je izvoljen neposredno z dvokrožnem sistemu za mandat, ki traja pet let (od leta 2004); posameznik lahko položaj zaseda dva mandata, pri čemer ne sme biti član politične stranke. Pisarna predsednika se nahaja v Palači parlamenti v Bukarešti. 

## Predsedniki
Glej: Seznam predsednikov Romunije

### Še živeči nekdanji predsedniki
- Ion Iliescu (1989–1996 in 2000–2004)
- Emil Constantinescu (1996–2000)
- Traian Băsescu (2004–2014)
- Klaus W. Iohannis (2014–2025)